# مونته‌نگرو
مونته‌نگرو (به صربی/مونته‌نگروئی: Црна Гора یا Crna Gora — تلفظ تسرنا گُرا / t͡sr̩na: 'ɡɔra)، (در فارسی تاجیکستان: Кӯҳҳои сиёҳ کوه‌های سیاه) کشوری در جنوب خاوری اروپا به پایتختی پودگوریتسا است و در کرانه دریای آدریاتیک قرار دارد. واحد پول این کشور، یورو است. جمعیت مونته‌نگرو ۶۲۰۰۰۰ نفر می‌باشد.
مساحت مونته‌نگرو ۱۴۰۲۶ کیلومتر مربع است. این کشور با کشورهای آلبانی، بوسنی و هرزگوین، صربستان، کوزوو و کرواسی همسایه است. همچنین، مونته‌نگرو از تاریخ ۲۸ ژوئن ۲۰۰۶ در سازمان ملل متحد عضو است.

## نام‌شناسی

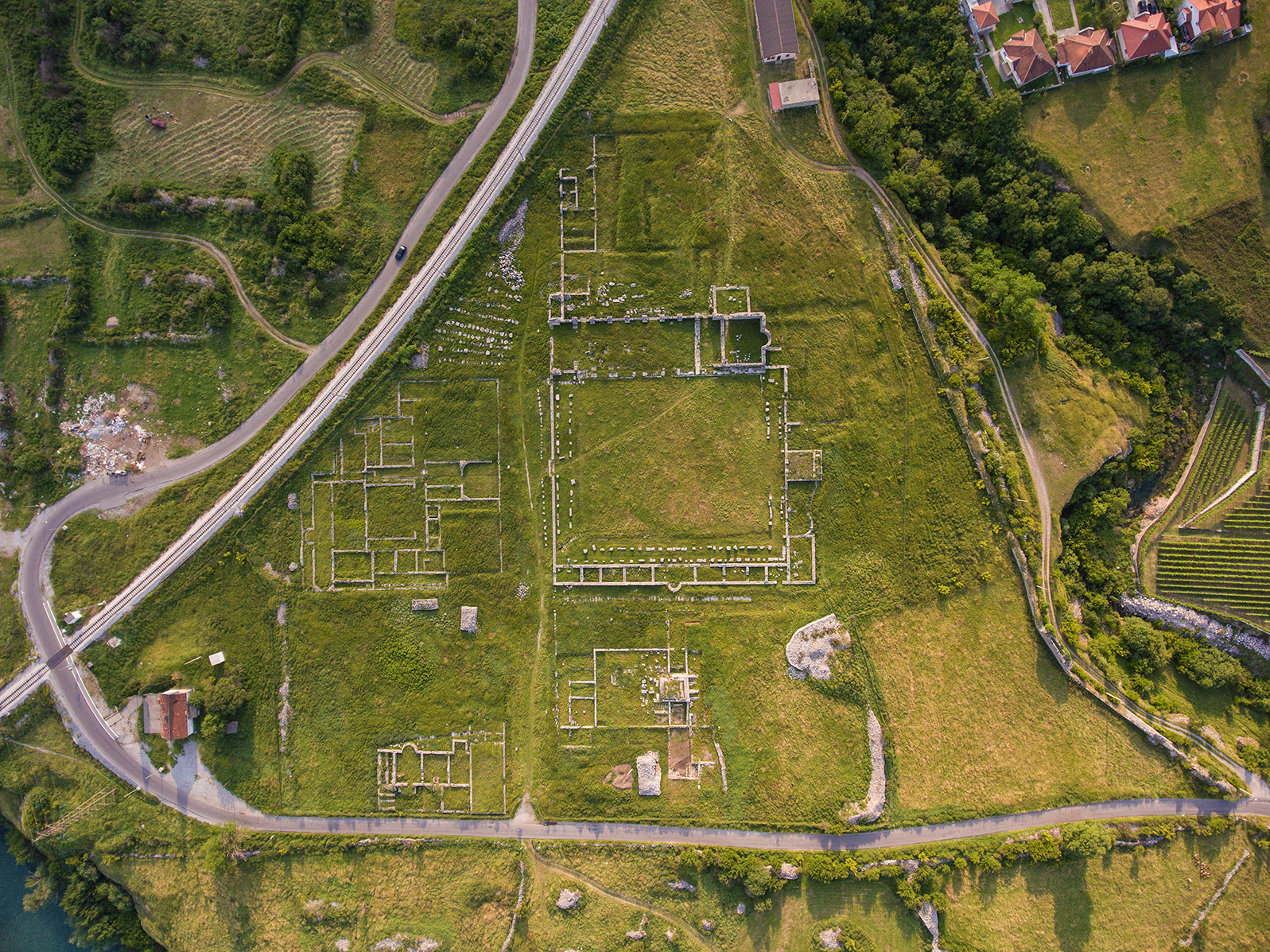
مونته‌نگرو به معنای «کوه سیاه

نام مونته‌نگرو به معنای «کوه سیاه» است و از سده پانزدهم میلادی برای نام‌گذاری بخش بزرگی از مونته‌نگرو به کار رفته است. پس از جنگ‌های مختلف با حکومت عثمانی، مساحت مونته‌نگرو به تدریج افزایش یافت.

## تاریخچه
تاریخ این منطقه به سدهٔ نهم میلادی بازمی‌گردد در آن زمان، یک حکومت محلی وابسته به امپراتوری بیزانس تشکیل شد. در سال ۱۹۱۰ کشوری با نام پادشاهی مونته‌نگرو تشکیل شد؛ ولی پس از جنگ جهانی اول (۱۹۱۸) با پادشاهی صربستان متحد شد.
مونته‌نگرو در پی همه‌پرسی ۲۱ مه ۲۰۰۶ (میلادی)، در روز ۳ ژوئن همان سال از فدراسیون صربستان و مونته‌نگرو جدا شد و اعلام استقلال کرد.

## جغرافیا

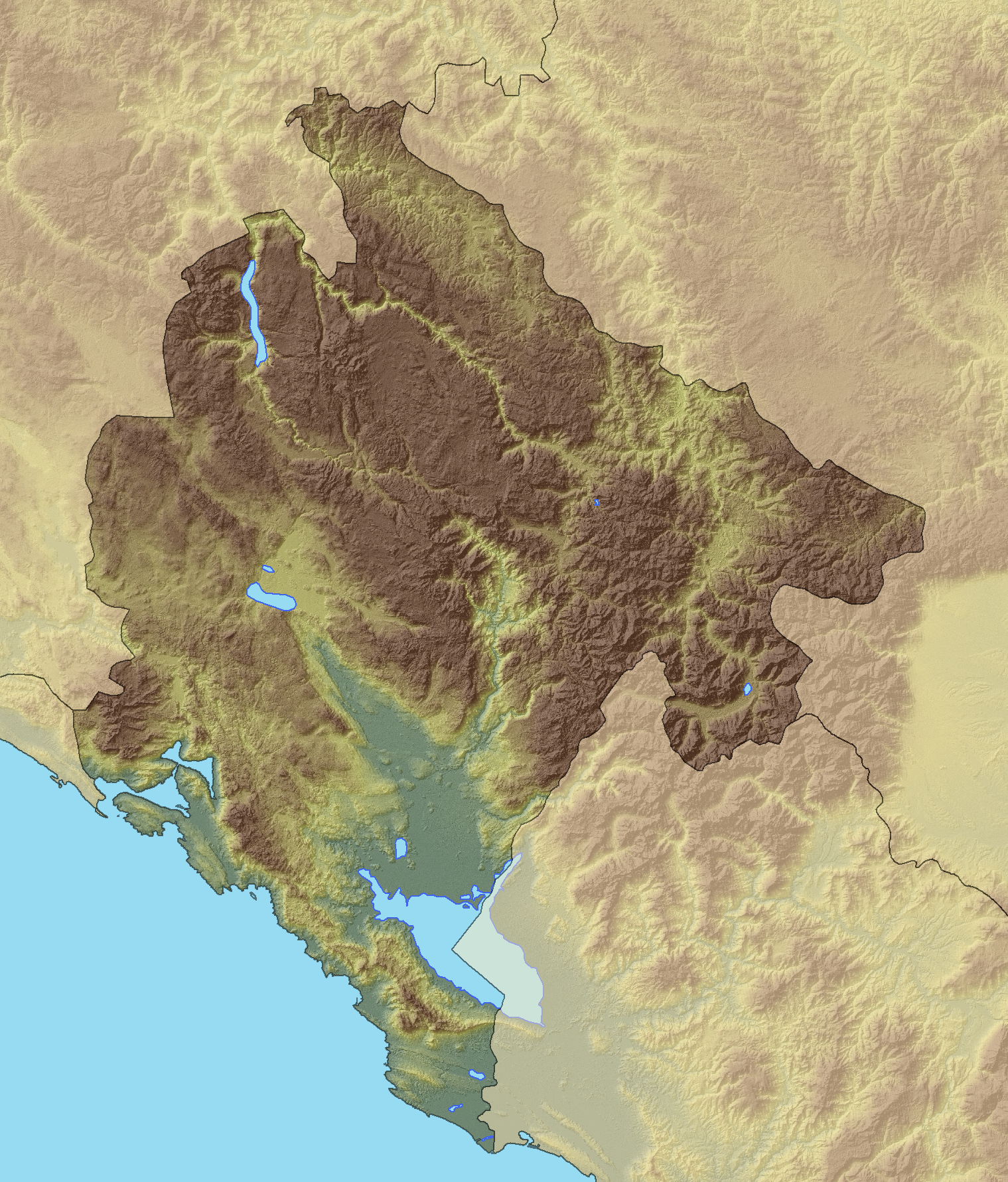
نقشه طبیعی مونته‌نگرو

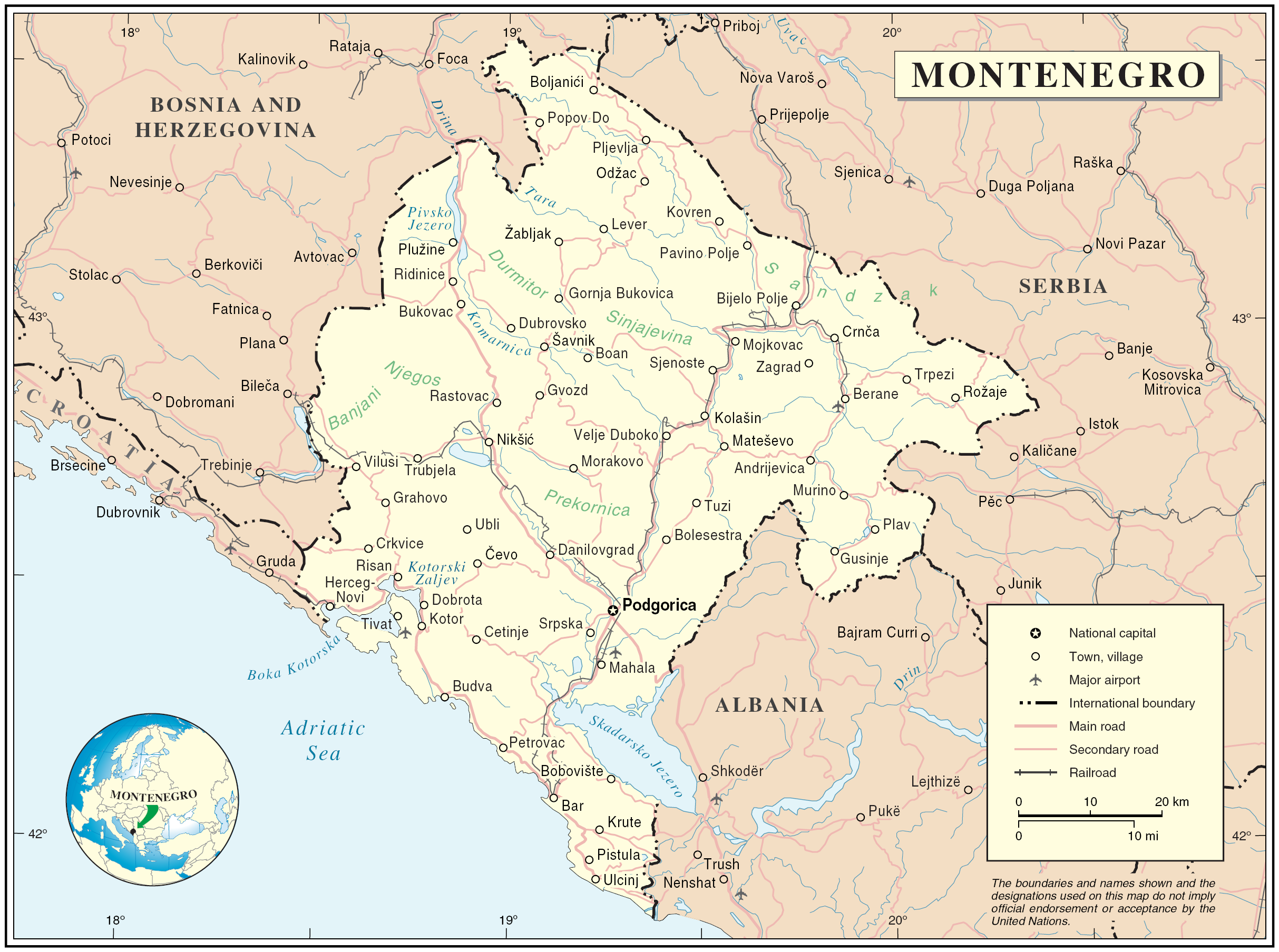
نقشه مونته‌نگرو

دریای آدریاتیک در جنوب باختری مونته‌نگرو قرار دارد و در غرب مونته‌نگرو کشور کرواسی، در شمال غرب آن بوسنی و هرزگوین و در شمال شرق آن صربستان قرار گرفته است.
بزرگ‌ترین شهر مونته‌نگرو، پایتخت آن یعنی «پودگوریتسا» با جمعیتی در حدود ۱۸۶ هزار نفر است. این کشور کوچک در جنوب اروپا و در کرانهٔ دریای آدریاتیک واقع شده است. بخش‌های شمالی این کشور بیشتر کوهستانی است و بلندترین قلهٔ آن یعنی بابوتوف کوک، ۲۵۲۲ متر ارتفاع دارد. این کشور ۵ بخش و ۲۱ استان دارد.

## حکومت

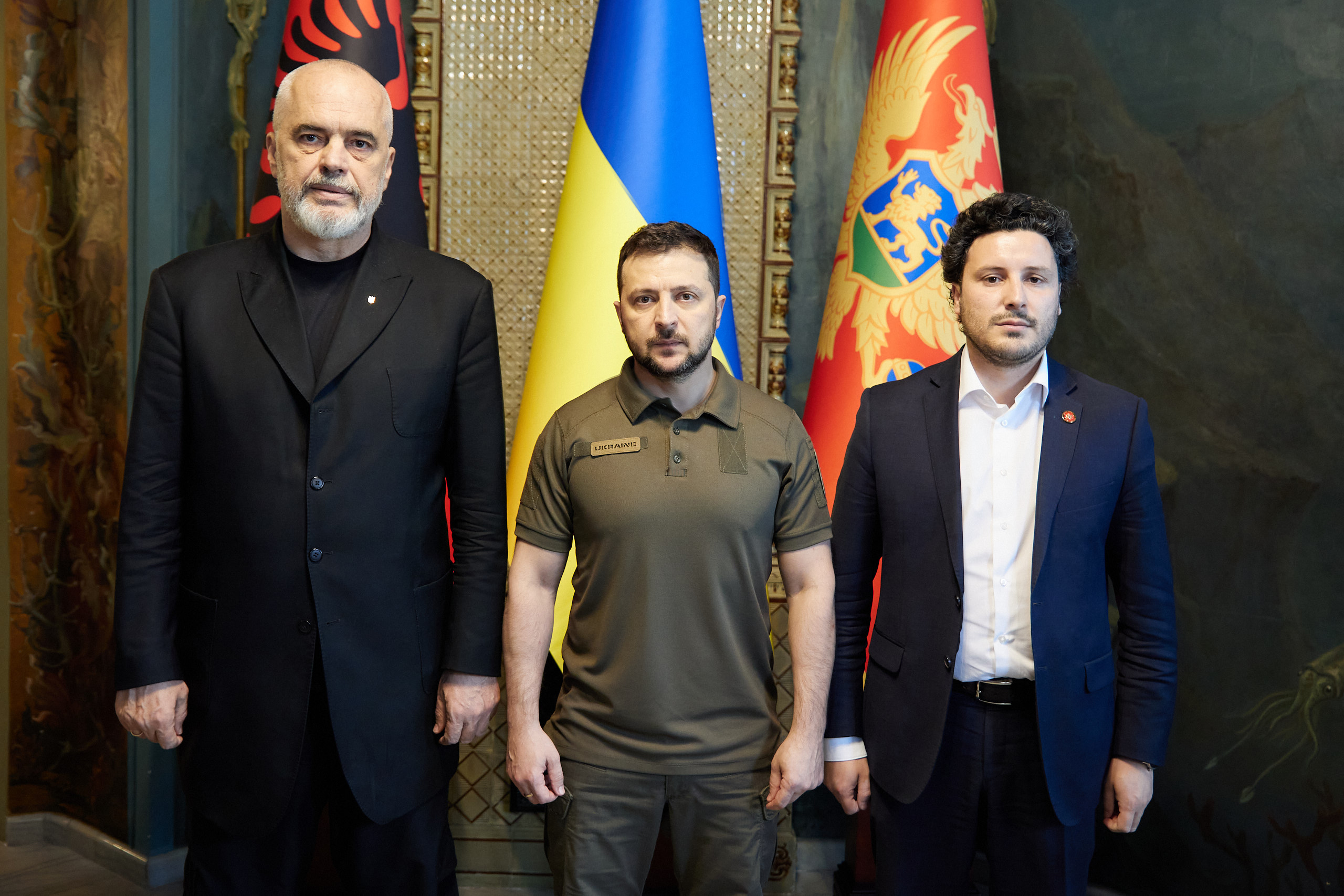
از راست به چپ: دریتان آبازوویچ نخست‌وزیر مونته‌نگرو، زلنسکی رئیس‌جمهور اوکراین و ادی راما نخست‌وزیر آلبانی

مونته‌نگرو دارای حکومت جمهوری است و قانون اساسی آن در سال ۲۰۰۷ به تصویب رسیده است. رئیس‌جمهور مونته‌نگرو، رئیس حکومت این کشور است و برای یک دوره پنج ساله انتخاب می‌شود. رئیس‌جمهور، وظیفه اعلام انتخابات پارلمان و پیشنهاد دادن نامزدهای نخست‌وزیری، رئیس و اعضای دادگاه قانون اساسی را به پارلمان دارد.
نخست‌وزیر مونته‌نگرو، رئیس دولت این کشور است که مسئولیت امور اجرایی آن را به عهده دارد.
مونته‌نگرو دارای نظام تک پارلمانی است. پارلمان مونته‌نگرو، وظیفه قانون‌گذاری، تأیید پیمان‌های بین‌المللی، انتخاب نخست‌وزیر و هیئت وزیران و اعضای دادگاه قانون اساسی را دارد. پارلمان مونته‌نگرو در حال حاضر، ۸۱ کرسی دارد.

## مردم
نژاد

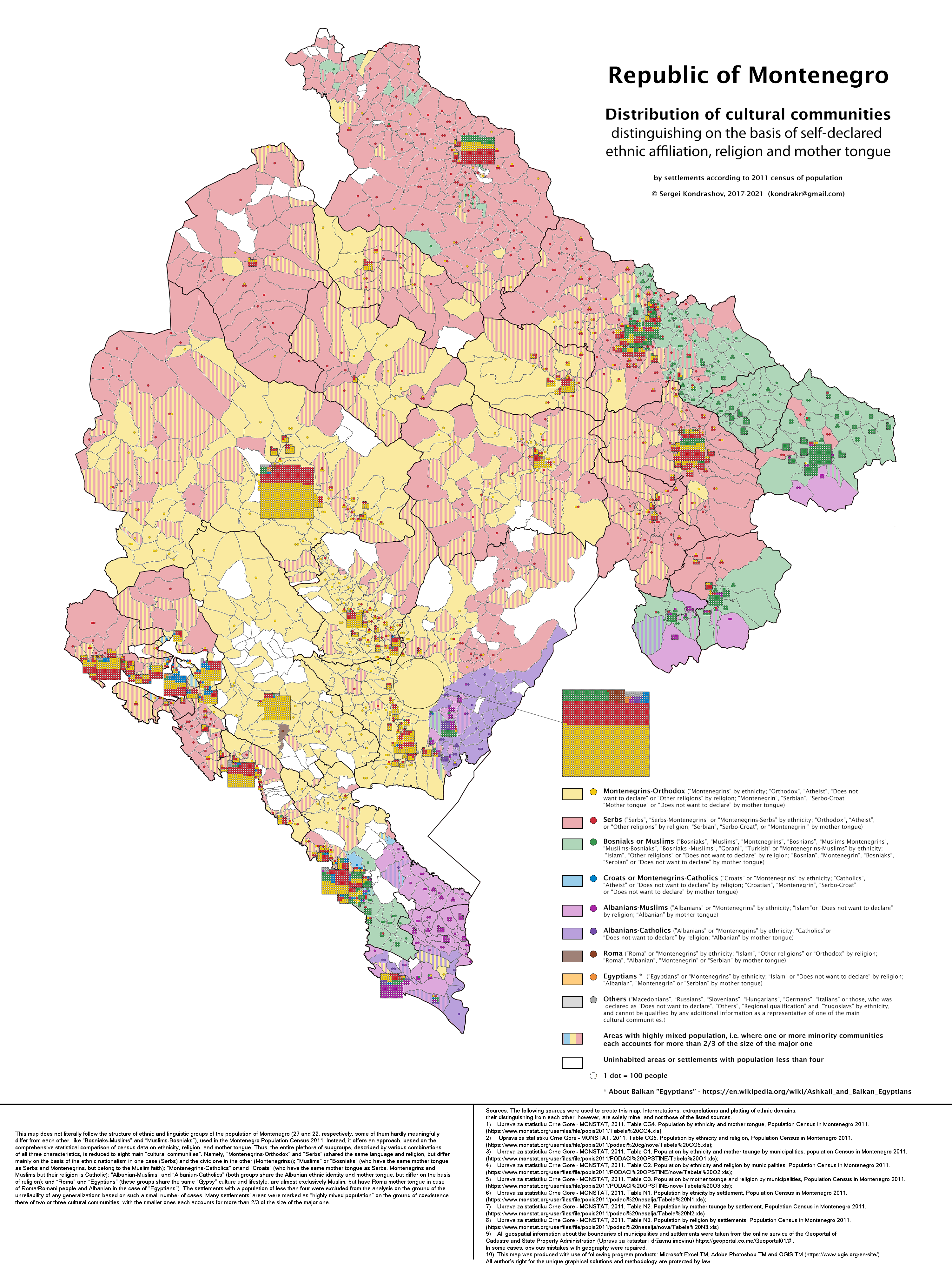
بخش‌های فرهنگی مونته‌نگرو

مونته نگرویی ۴۳٫۲٪، صربی ۳۲٪، بوسنیایی ۱۱٫۸٪، آلبانیایی ۵٪، بقیه ۸٪

## قد مردم
میانگین قد آنها در سال ۲۰۲۰، ۱.۸۳ متر بوده است.دانشمندان معتقدند که دلیل این پدیده به تغذیه ربط دارد. و بیشتر بخاطر مصرف زیاد ماست در این منطقه می‌باشد.

## زبان
زبان رسمی این کشور مونته‌نگرویی است. با وجود این، مردم به زبان‌های صربی، بوسنیایی، آلبانی و کرواتی نیز صحبت می‌کنند. طبق یک سرشماری در سال ۲۰۱۱ بیشتر مردم صربی را زبان مادری خود می‌دانند در حالی که ۳۷ درصد افراد، مونته نگرویی را زبان اصلی خود اعلام کردند. این دو زبان از جهات بسیاری به هم شبیه هستند. همچنین، به دلیل اقامت عدهٔ کمی از ایتالیایی‌ها در خلیج کوتور، در این منطقه زبان ایتالیایی نیز رایج است.

## دین
دین اصلی این کشور مسیحیت ارتودکس است و مونته نگرویی‌ها از گذشته متعلق به کلیسای ارتدوکس صربی بوده‌اند. بعد از آن، دومین دین بزرگ این کشور با بیش از ۱۱۸ هزار نفر مسلمان، دین اسلام به‌شمار می‌آید. این مسلمانان بر اساس زبان مادری، به دو دستهٔ مسلمانان بوسنیایی و مونته نگرویی تقسیم می‌شوند. بعد از دین اسلام نیز، سومین دین غالب این کشور متعلق به کاتولیک‌ها است. ارتدوکس ۷۰٪، مسلمان ۲۱٪، کاتولیک ۴٪، بی‌دین ۵٪

## عضویت مونته‌نگرو در ناتو

مونته‌نگرو عضوهای ناتو

در ۵ ژوئن ۲۰۱۷، مونته‌نگرو رسماً به عنوان بیست و نهمین عضو ناتو به پیمان آتلانتیک شمالی پیوست. توماس شانون معاون وزارت خارجه آمریکا در مراسم عضویت مونته‌نگرو در ناتو در وزارت خارجه آمریکا گفت: «عضویت مونته‌نگرو پیام تحکیم را به منطقه می‌فرستد و صراحتاً به متحدان ما می‌گوید که آمریکا مانند همیشه به اصول دفاع هم گرایانه که در پیمان واشینگتن آمده پایبند است.» سنای آمریکا در ماه مارس ۲۰۱۷ با ۹۷ رای موافق و دو رای مخالف، مسئله الحاق مونته‌نگرو به ناتو را تأیید کرد.

## شهرهای مونته‌نگرو

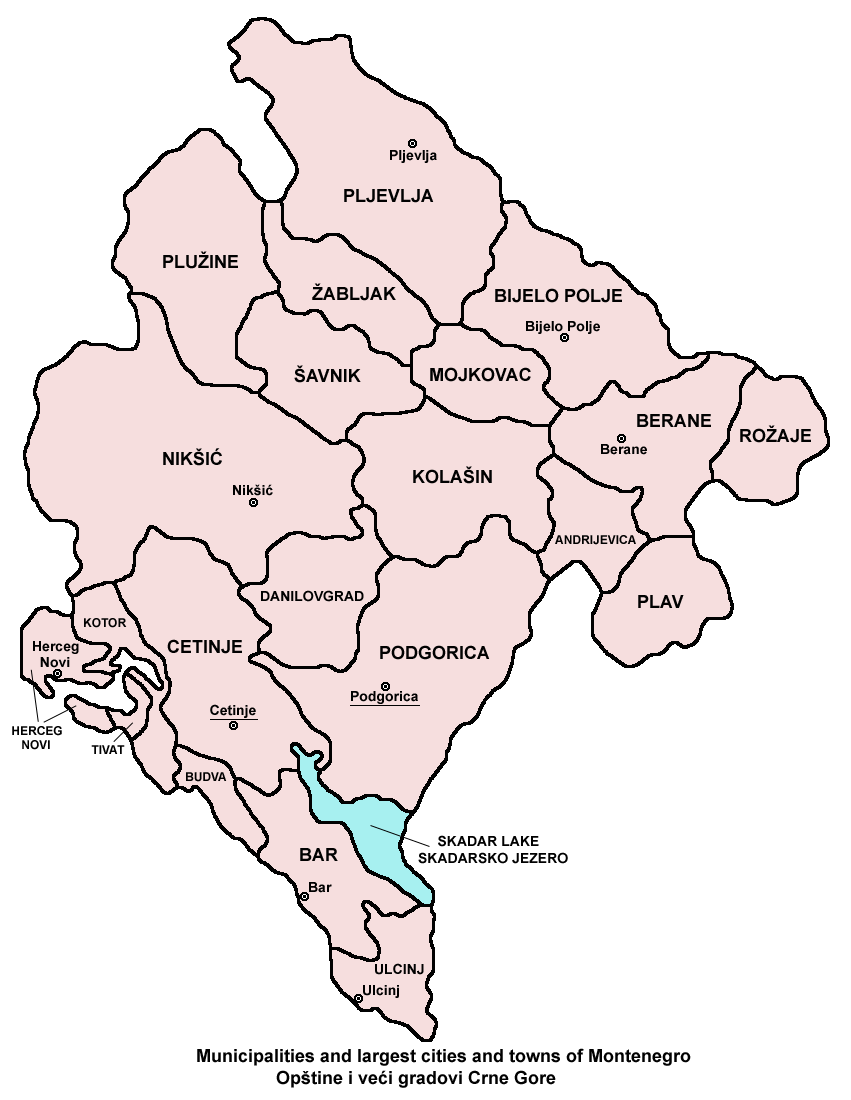
شهرستان‌های مونته‌نگرو

بزرگ‌ترین شهرهای مونته‌نگرو در جدول زیر، فهرست شده‌اند:
| نام         | جمعیت   |
| ----------- | ------- |
| پودگوریتسا  | ۱۸۶٬۰۰۰ |
| نیکشیچ      | ۵۷٬۲۷۸  |
| بیجلو پولیه | ۲۳٬۱۰۵  |
| پلیولیا     | ۱۹٬۶۲۲  |
| هرتسگ نووی  | ۱۹٬۶۱۷  |

## نگارخانه

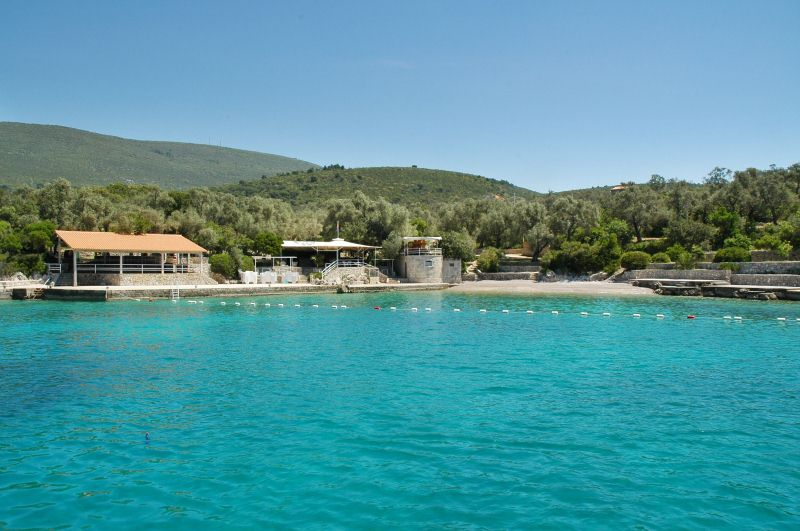
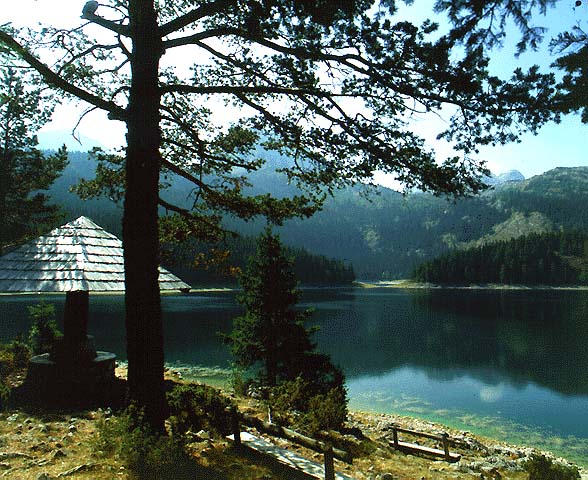
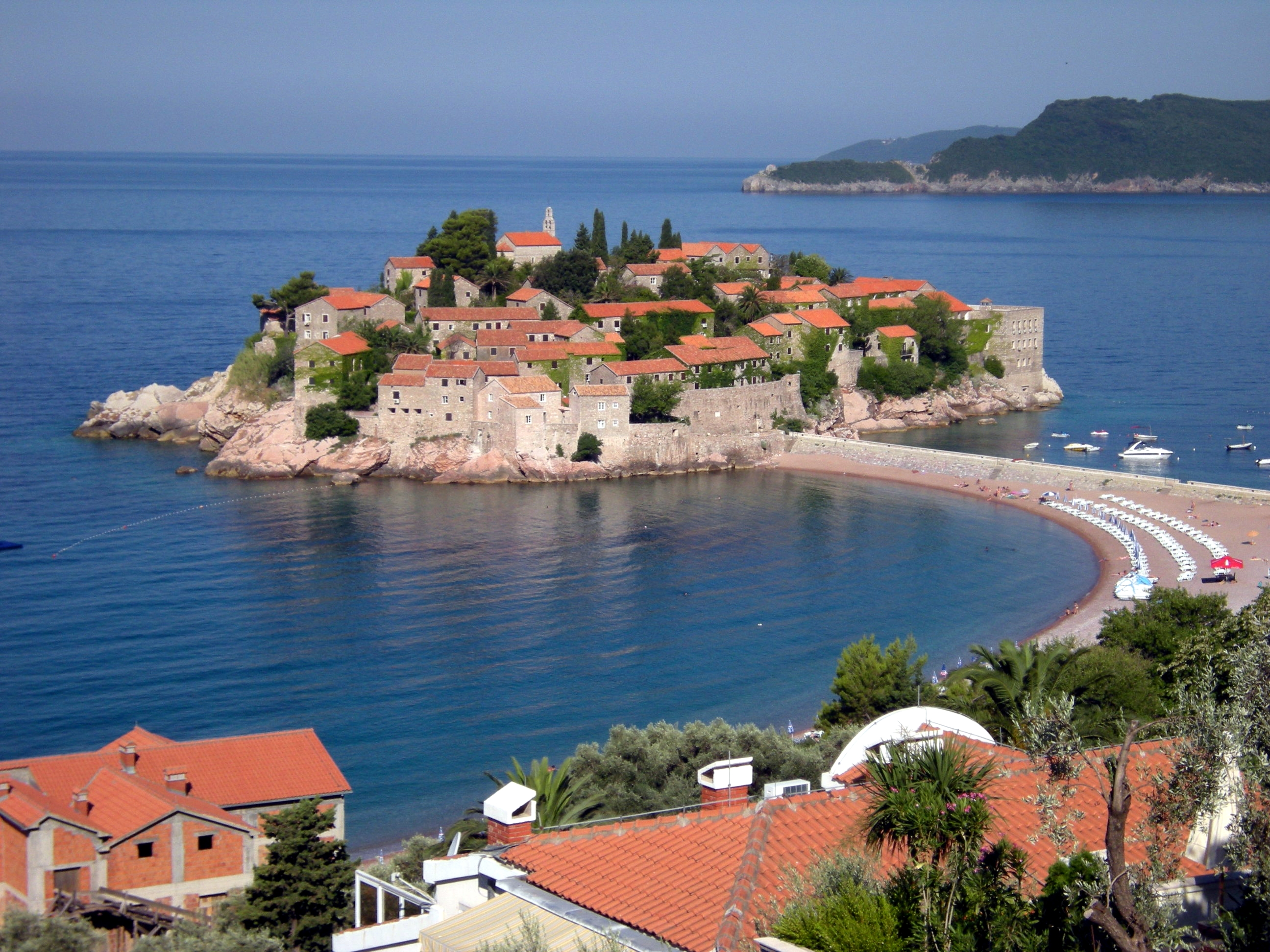
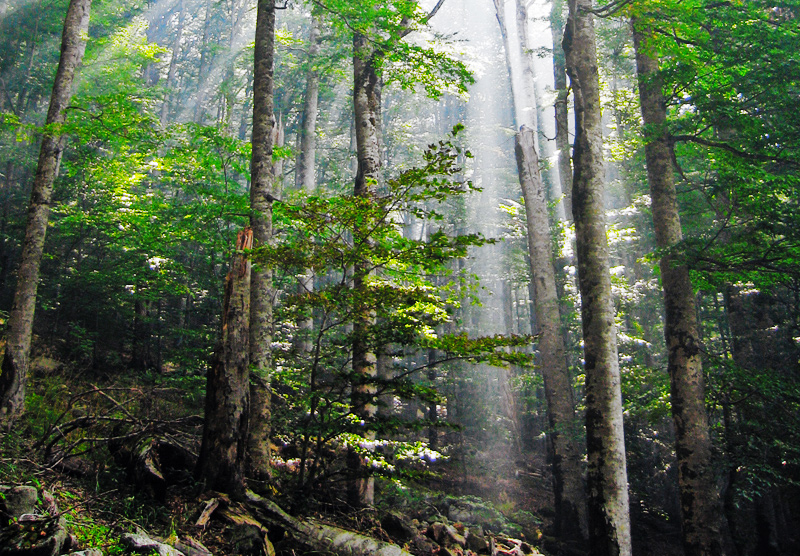
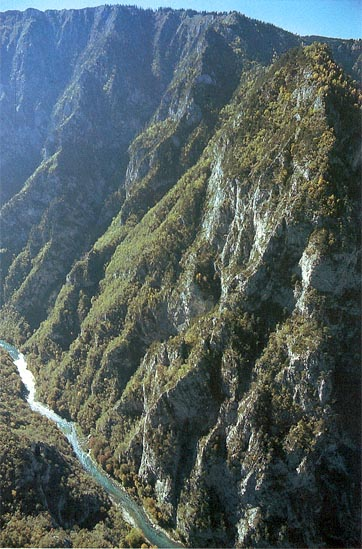
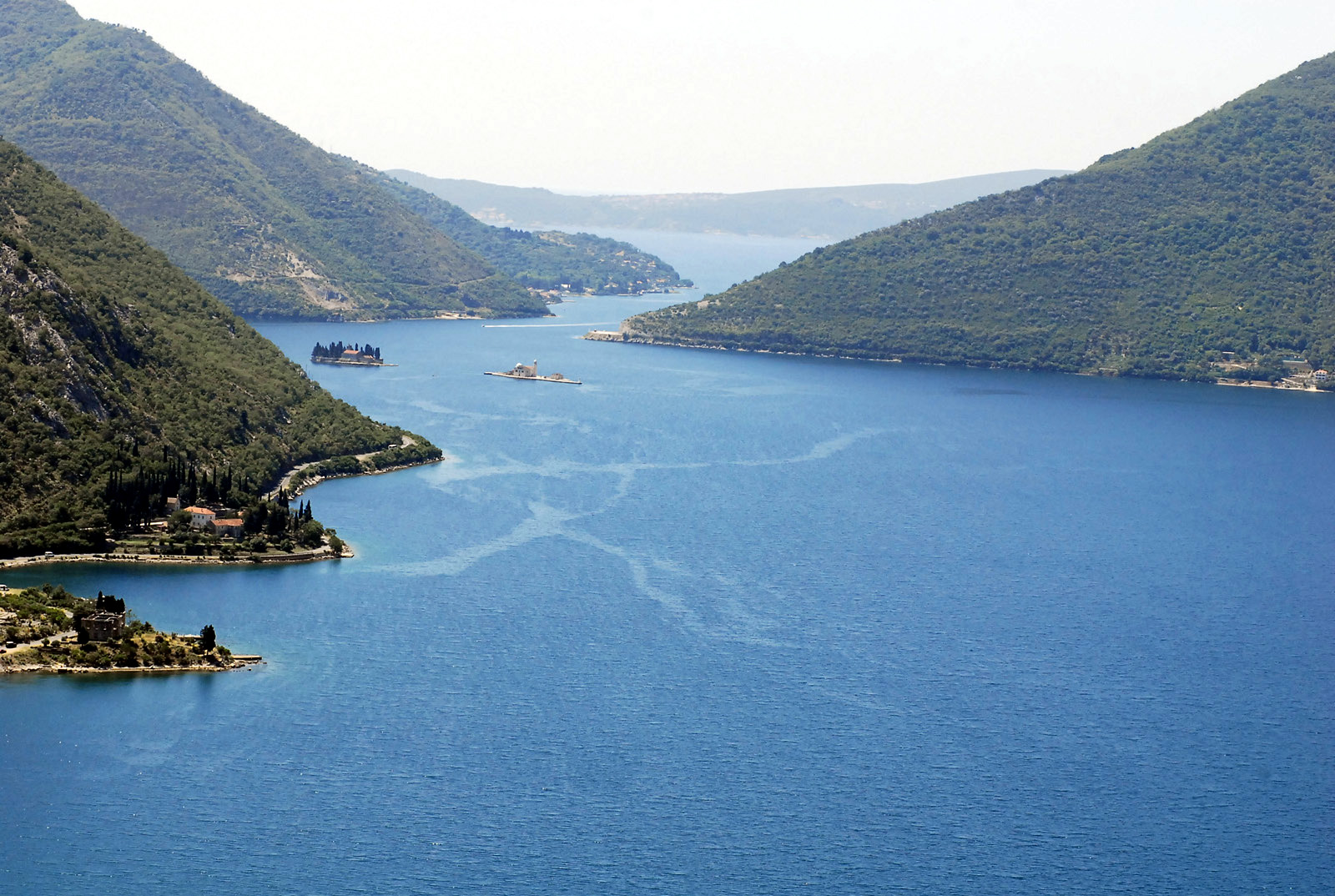
خلیج کوتور